# Francisco Sancha
Francisco Sancha Lengo (Málaga, 1874-Oviedo, 1936) fue un dibujante, ilustrador y caricaturista español.

## Biografía
Nació el 16 de agosto de 1874 en la ciudad andaluza de Málaga, hijo del ingeniero civil José María de Sancha Valverde. Era hermano del prematuramente fallecido, y también dibujante, Tomás Sancha Lengo, así como sobrino del pintor Horacio Lengo.
Sus dibujos aparecieron en publicaciones periódicas como La Revista Moderna, La Vida Literaria, Madrid Cómico, El Liberal, Le Cri de Paris, L'Assiette au beurre, Le Rire, Blanco y Negro, ¡Alegría!, El Sol, La Esfera y La Voz,entre otras.
Sancha, que contrajo matrimonio con Matilde Padrós y que trabajó en Londres como decorador de muebles, falleció el 26 de septiembre de 1936 en Oviedo, durante la guerra civil. Uno de sus hijos, José Sancha Padrós, se dedicó a la pintura. Aunque sus ilustraciones en la prensa periódica abarcaron distintas facetas y géneros, en su obra manifestó cierta predilección por la representación de tipos populares, con un «espíritu de cronista social».

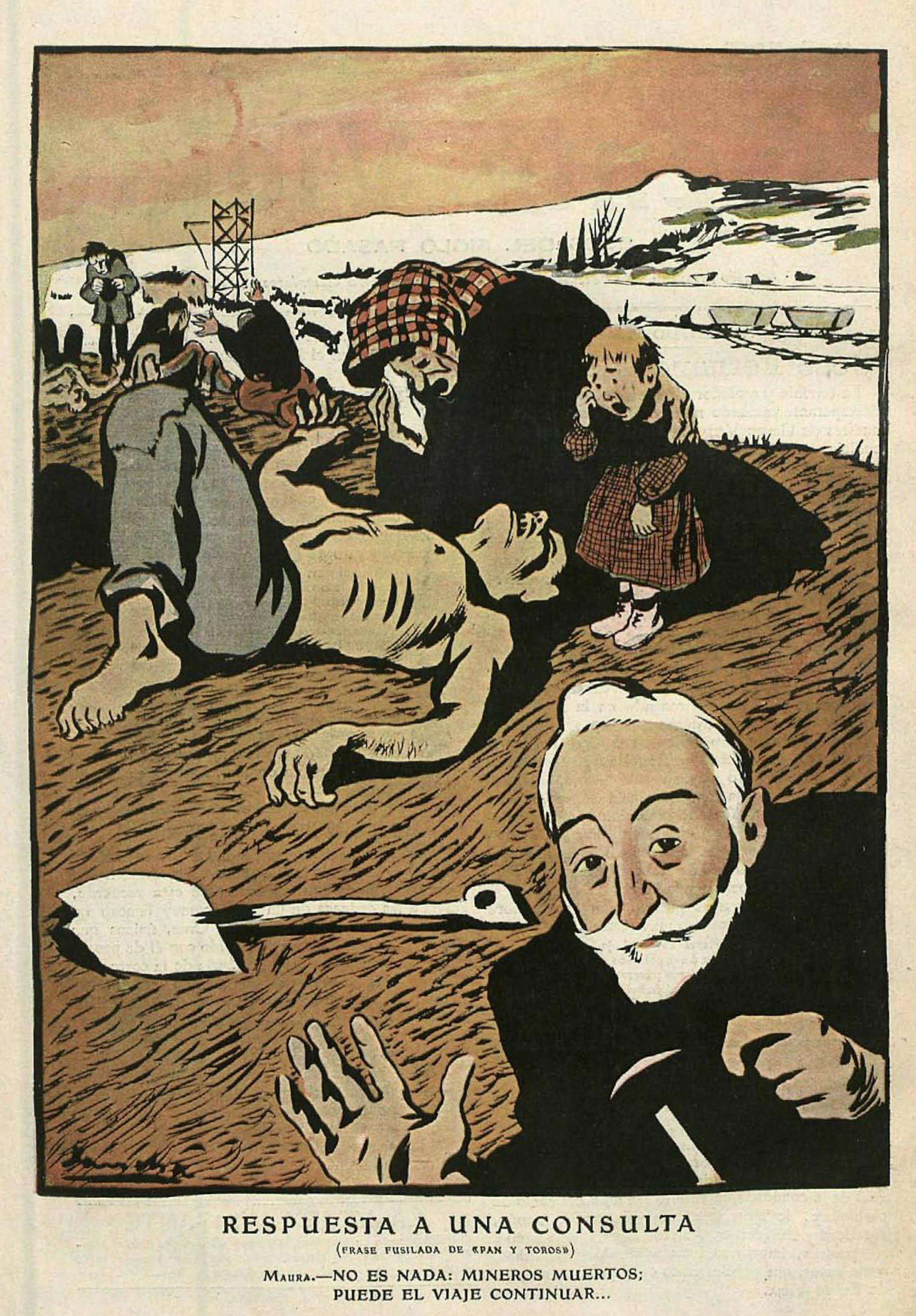
"Respuesta a una consulta" (Gedeón, 1904)
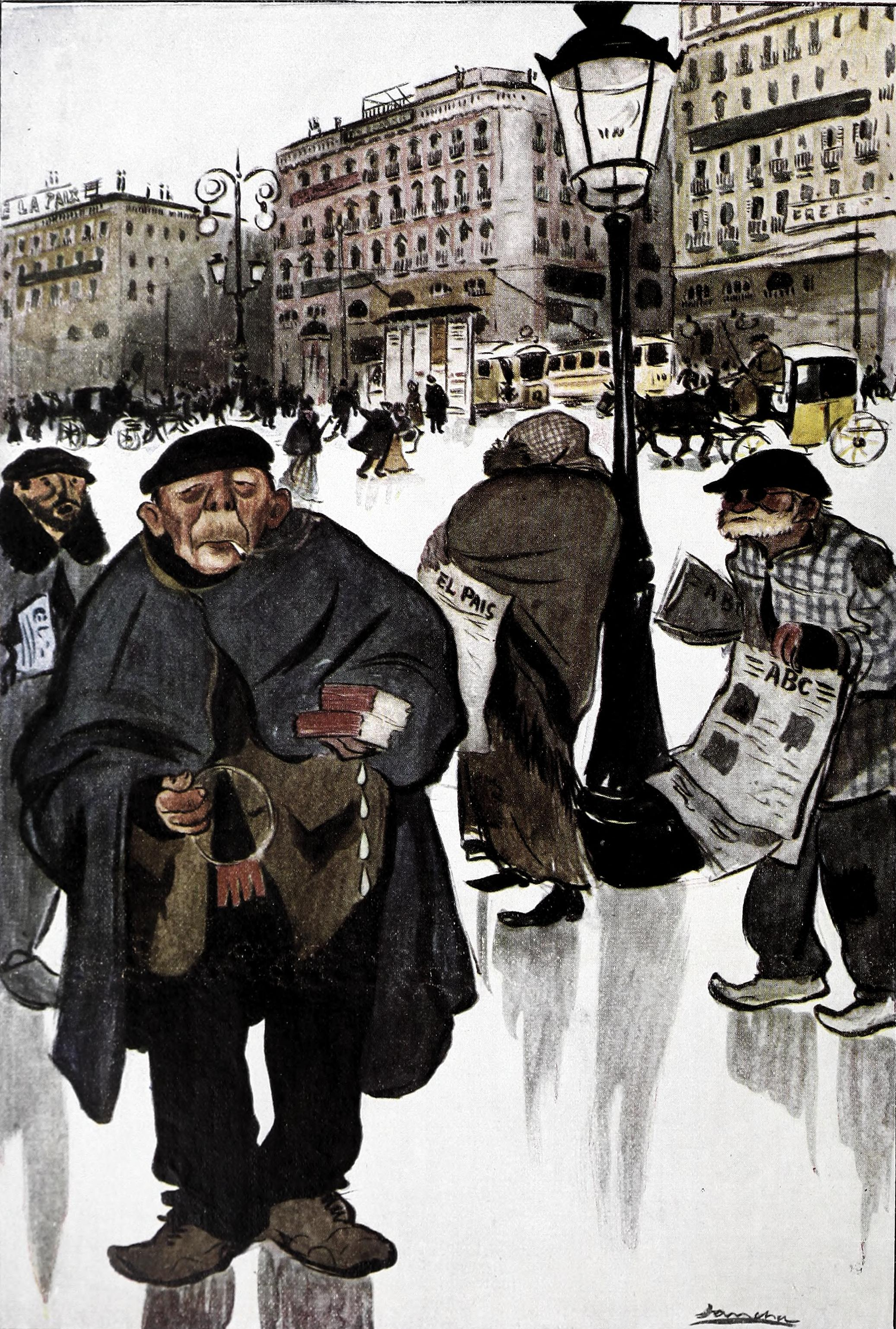
"Escenas madrileñas" (Blanco y Negro, 1904)
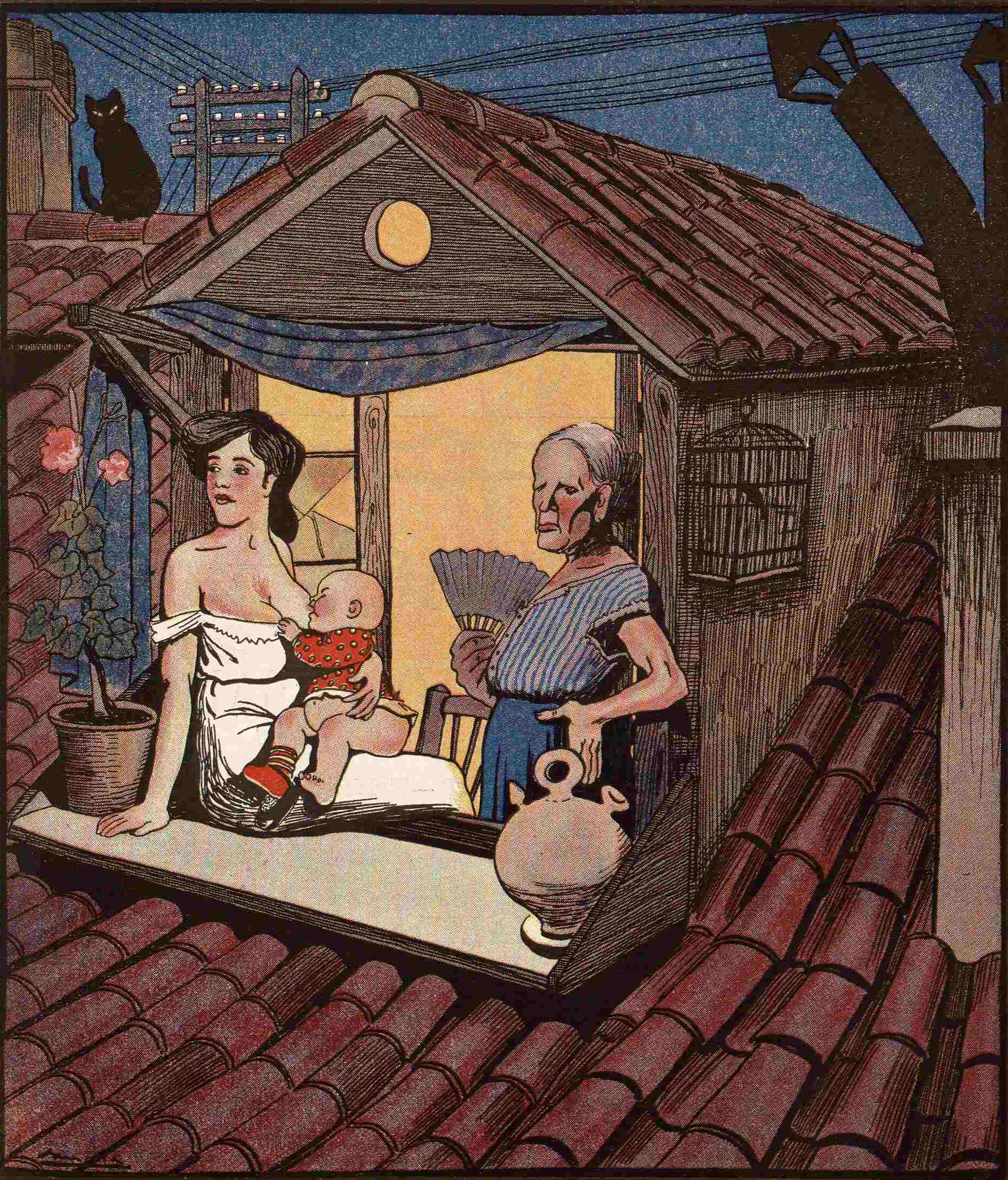
"De la alta vida" (¡Alegría!, 1907)
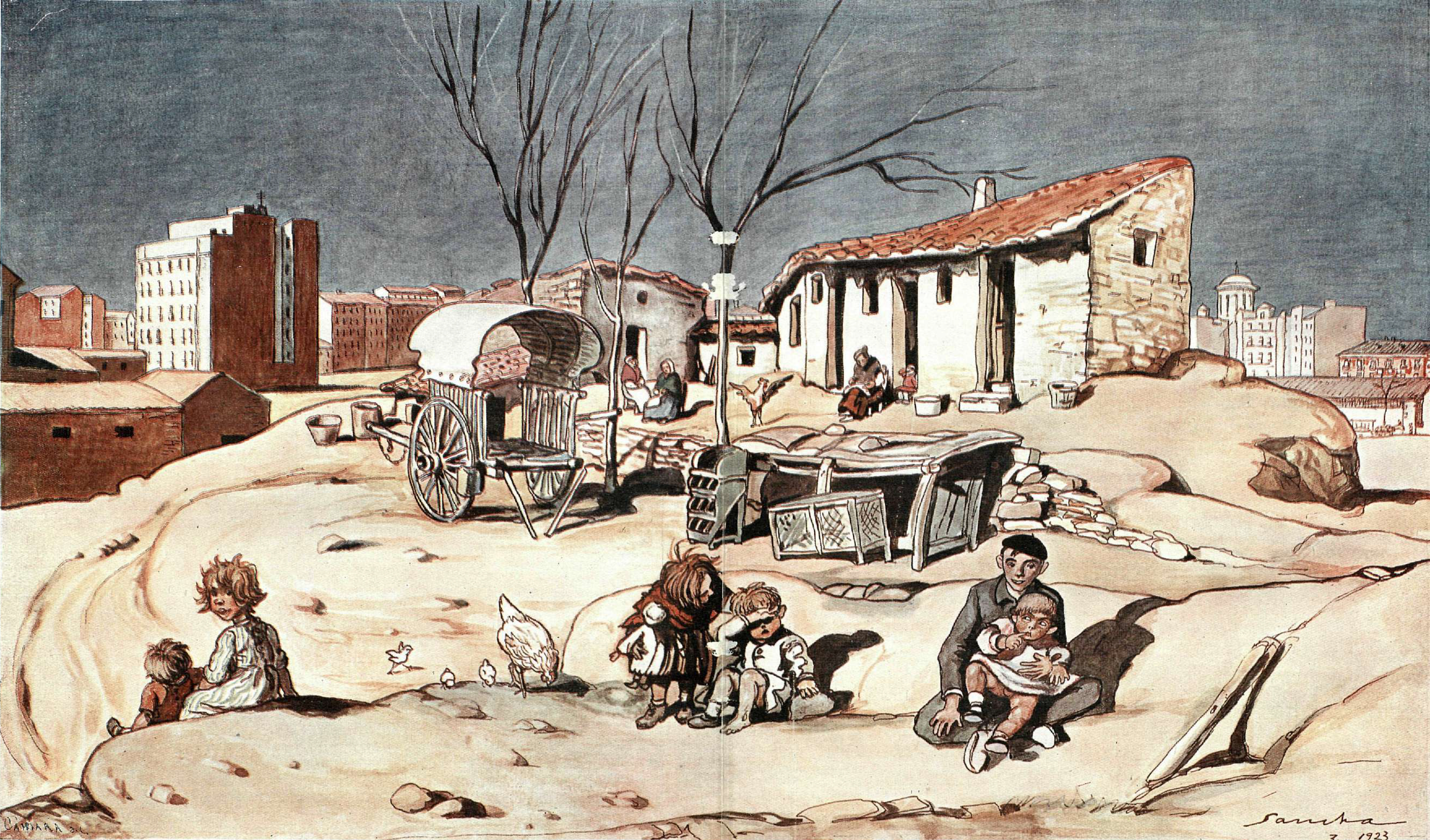
"Un oasis en los alrededores de Atocha" (La Esfera, 1923)